# Juan Manuel Díaz
Juan Manuel Díaz Martínez (* 28. Januar 1987 oder 28. Oktober 1987 in Montevideo) ist ein uruguayischer Fußballspieler.

## Karriere

### Verein
Der je nach Quellenlage 1,68 m oder 1,78 m große Juan Manuel Díaz agiert auf der Position des Abwehrspielers. Er begann seine Karriere 2006 in Montevideo bei Liverpool Montevideo. Dort absolvierte er in der Saison 2006/07 zehn Spiele in der Primera División. In der Apertura 2007 kamen acht weitere Ligaeinsätze (zwei Tore) hinzu. In den Jahren 2008 bis 2009 spielte Díaz für den argentinischen Verein Estudiantes de La Plata. Mit dem Club aus La Plata erreichte er im Jahr 2008 die Finalspiele um die Copa Sudamericana gegen den siegreichen SC Internacional. Im Hinspiel kam Díaz dabei über die volle Distanz zum Einsatz. Zudem gewann er mit seinen Mitspielern die Copa Libertadores 2009. Im Finalrückspiel gegen Cruzeiro Belo Horizonte wurde er in der 80. Minute eingewechselt, nachdem er im Hinspiel nicht zum Zuge kam. Auch bestritt er mit dem Verein das Finale der FIFA-Klub-Weltmeisterschaft 2009. 2010 bis 2012 stand Díaz in Reihen des argentinischen Traditionsvereins River Plate, mit dem er erstmals in der Vereinsgeschichte in die zweite argentinische Liga abstieg.
Seit der Apertura 2012 ist Díaz für Nacional Montevideo in der Primera División aktiv. Dort kam er in der Spielzeit 2013/14 zu 15 Einsätzen in der Liga und bestritt zudem vier Partien für die Bolsos in der Copa Libertadores. In der Saison 2013/14 wurde er 19-mal in der höchsten uruguayischen Spielklasse eingesetzt und erzielte zwei Tore. Auch kam er bis dahin siebenmal in der Copa Libertadores 2014 zum Zug (kein Tor). In der Saison 2014/15, in der er mit Nacional die Landesmeisterschaft gewann, wurde er in neun Erstligaspielen (kein Tor) und zweimal (kein Tor) in der Copa Libertadores 2015 eingesetzt. Im September 2015 wechselte er innerhalb der Liga zum Racing Club de Montevideo. Dort lief er bis Saisonende in zwölf Erstligaspielen (ein Tor) auf. Im Juli 2016 unterschrieb er beim griechischen Klub AEK Athen für die nächsten beiden Spielzeiten. In der Saison 2016/17 wurde er jedoch nur in einem Liga- und drei Pokalspielen eingesetzt. Einen Treffer erzielte er nicht.

### Nationalmannschaft
Díaz gehörte auch dem Kader der uruguayischen U-20-Fußballnationalmannschaft an. Mit dieser nahm er sowohl an der U-20-Südamerikameisterschaft 2007 in Paraguay als auch an der U-20-Weltmeisterschaft 2007 teil. Bei der WM absolvierte er vier Länderspiele.

### Erfolge
- Copa Libertadores: 2009
- Uruguayischer Meister: 2014/15